# FRAP

Na obrázku byla metodou FRAP vybílena část buněčné membrány. Následně dochází k obnovení (recovery) díky transportu z okolí, a to na základě uvedené křivky

FRAP (z angl. fluorescence recovery after photobleaching, v překladu: „obnovení fluorescence po fotovybělení“) je fluorescenční zobrazovací technika používaná zejména v buněčné a molekulární biologii. Umožňuje zkoumat pohyb fluoreskujících částic v dvourozměrném prostoru v živé buňce, a to s velkým rozlišením a na ploše kolem 10 μm2. Nejprve se zpravidla pomocí fluorescenčních proteinů (jako je GFP) označí bílkovina, kterou chceme zkoumat. Následně se malá oblast buňky osvítí silným zaostřeným laserovým paprskem, čímž celá osvícená oblast přestane svítit (fluoreskovat, dojde k photobleachingu čili fotovybělení). Je možné následně pozorovat, jak se fluorescenčně značené částice vrací do vybělené plochy (díky laterálnímu transportu). To umožňuje studovat dynamiku proteinů v buňce.
V posledních letech se rozvíjí i příbuzná metoda PA-GFP, při níž je naopak pomocí intenzívního světla aktivován fluorescenční protein na malém prostoru. Tím je možno (na základě opačného uvažování) rovněž studovat, jak se bílkoviny pohybují.